# Twin Falls
Twin Falls és una població dels Estats Units a l'estat d'Idaho. Segons el cens del 2006 tenia 40.380 habitants.

## Demografia
Segons el cens del 2000, Twin Falls tenia 34.469 habitants, 13.274 habitatges, i 8.867 famílies. La densitat de població era de 1.108,1 habitants/km².
Dels 13.274 habitatges en un 32,9% hi vivien nens de menys de 18 anys, en un 51,7% hi vivien parelles casades, en un 11% dones solteres, i en un 33,2% no eren unitats familiars. En el 26,8% dels habitatges hi vivien persones soles el 10,7% de les quals corresponia a persones de 65 anys o més que vivien soles. El nombre mitjà de persones vivint en cada habitatge era de 2,51 i el nombre mitjà de persones que vivien en cada família era de 3,05.
Per edats la població es repartia de la següent manera: un 26,5% tenia menys de 18 anys, un 12,1% entre 18 i 24, un 26,2% entre 25 i 44, un 20,2% de 45 a 60 i un 15% 65 anys o més.
L'edat mediana era de 34 anys. Per cada 100 dones de 18 o més anys hi havia 89,5 homes.
La renda mediana per habitatge era de 32.641 $ i la renda mediana per família de 38.632 $. Els homes tenien una renda mediana de 30.742 $ mentre que les dones 20.934 $. La renda per capita de la població era de 16.439 $. Aproximadament el 9,8% de les famílies i el 14,1% de la població estaven per davall del llindar de pobresa.

## Poblacions més properes
El següent diagrama mostra les poblacions més properes.

## Personatges famosos nascuts a Twin Falls
L'ex-sots director de l'FBI Mark Felt, conegut popularment com a Gola Profunda pel seu paper d'informador en l'escàndol Watergate és nadiu d'aquesta població.